# Mãe do Rio
Mãe do Rio is een gemeente in de Braziliaanse deelstaat Pará. De gemeente telt 29.087 inwoners (schatting 2009).

## Verkeer en vervoer
De stad ligt aan de radiale snelweg BR-010 tussen Brasilia en Belém. Daarnaast ligt ze aan de weg PA-252.